# Ladusjkin
Ladusjkin (russisk: Ла́душкин; tr. Ládusjkin), indtil 1946 kendt som Ludwigsort (tysk: Ludwigsort; polsk: Ludwinów; litauisk: Liudvigsortas), er en by i Rusland. Byen ligger i Kaliningrad oblast, der er en russisk eksklave mellem Polen og Litauen. 
Ladusjkin ligger ved strandsøen Wisłabugten (tysk: Frisches Haff), 28 kilometer sydvest for byen Kaliningrad og tæt på grænsen til Polen. Byen har et indbyggertal på 3.634 (2023) indbyggere. Den blev grundlagt i 1314  og fik navnet Ludwigsort i 1709, hvor den blev opkaldt efter hertug Frederik Ludvig af Slesvig-Holsten-Sønderborg-Beck. Den fik bystatus i 1946, hvor den også fik navnet Ladusjkin efter den sovjetiske soldat Ivan Ladusjkin.